# Merenius concolor
Merenius concolor là một loài nhện trong họ Corinnidae.
Loài này thuộc chi Merenius. Merenius concolor được Lodovico di Caporiacco miêu tả năm 1947.